# غراهام روبي
غراهام روبي (بالإنجليزية: Graham Roope)‏ هو لاعب كرة قدم ولاعب كريكت بريطاني في مركز حراسة المرمى، ولد في 12 يوليو 1946 في فارهام ‏ في المملكة المتحدة، وتوفي في 26 نوفمبر 2006 في سانت جورجز في غرينادا بسبب نوبة قلبية. لعب مع Northern Cape (cricket team) ‏.

## وصلات خارجية
- غراهام روبي على موقع إي آس بي آن كريك إنفو (الإنجليزية)